# ديكسي دونبار
ديكسي دونبار (بالإنجليزية: Dixie Dunbar)‏ (19 يناير 1919 - 29 أغسطس 1991)، هي مغنية وممثلة أمريكية، ولدت في 19 يناير 1919 في مونتغومري في الولايات المتحدة، وتوفيت في 29 أغسطس 1991 في ميامي بيتش في الولايات المتحدة بسبب مرض.

## وصلات خارجية
- ديكسي دونبار على موقع IMDb (الإنجليزية)
- ديكسي دونبار على موقع أول موفي (الإنجليزية)
- ديكسي دونبار على موقع قاعدة بيانات برودواي على الإنترنت (الإنجليزية)
- ديكسي دونبار على موقع إن إن دي بي (الإنجليزية)
- ديكسي دونبار على موقع قاعدة بيانات الفيلم (الإنجليزية)
- ديكسي دونبار على موقع كينوبويسك (الروسية)